# Раточина
Ра́точина (інша назва — Ра́точинка, Ра́тчина) — річка в Україні, у межах Дрогобицького району Львівської області. Ліва притока Тисмениці (басейн Дністра).

## Опис
Довжина річки 13 км, площа басейну 45 км². У верхів'ях річка типово гірська з V-подібною долиною; нижче долина трапецієподібна. Річище слабо звивисте. Заплава переважно двостороння.

## Розташування
Витоки розташовані серед північно-східних відногів Верхньодністровських Бескидів, на південно-східних схилах гори Раточини (на захід від міста Борислава). Річка тече переважно на північний схід. Впадає до Тисмениці між селом Дережичами і містом Дрогобичем.  
Притоки: Котовець (ліва) у с. Попелі та невеликі потічки. 
Річка протікає через західну частину міста Борислава — Баню Котівська.